# Richard St. Barbe Baker
Richard St. Barbe Baker OBE (* 9. Oktober 1889 in Beacon Hill, Hampshire, Vereinigtes Königreich; † 9. Juni 1982 in Saskatoon, Kanada) war ein britischer Forstwissenschaftler, Umweltaktivist und Autor. St. Barbe Baker setzte sich weltweit für Wiederaufforstungen ein und gründete die Gemeinschaft Männer der Bäume, die heute als International Tree Foundation agiert. Die Schirmherrschaft über die international tätige Wiederaufforstungsgesellschaft übernahm Charles, Prince of Wales. Für seine Verdienste um Natur und Umweltschutz wurde St. Barbe Baker 1978 als Officer in den Order of the British Empire aufgenommen.

## Leben

### Frühe Jahre
Richard St. Barbe Baker wurde 1889 als Sohn des Pfarrers John Richard St. Barbe Baker und dessen Frau Charlotte Purrott geboren. Der Vater unterhielt eine kleine Baumschule, in der St. Barbe Baker von Kindesbeinen an mithalf. 1909 zog St. Barbe Baker nach Kanada in die Provinz Saskatchewan und studierte dort an der University of Saskatchewan Theologie. Nebenbei schrieb er Artikel für verschiedene Zeitungen und arbeitete in einem Holzfäller-Lager. St. Barbe Baker bemerkte die zunehmende Bodenerosion auf den gerodeten Flächen und er begann, sich für Forstwissenschaften zu interessieren. 1912 kehrte er nach England zurück und setzte sein Theologie-Studium an der University of Cambridge fort. 1914 wurde St. Barbe Baker zum Militärdienst eingezogen und kämpfte im Ersten Weltkrieg unter anderem als Scharfschütze in Frankreich. Nach mehreren schweren Verletzungen wurde St. Barbe Baker im Rang eines Hauptmanns aus dem Militärdienst entlassen. Er ging zurück nach Cambridge und studierte nun Forstwissenschaften.

### Arbeit in Afrika
1920 reiste der diplomierte Forstwissenschaftler als Angestellter des British Colonial Office nach Kenia und sah die großen Probleme, die der Kahlschlag der Wälder für die kenianische Bevölkerung bedeutete. 1922 gründete er eine erste Baumschule. Chief Josiah Njonjo übersetzte St. Barbe Bakers Anliegen für die Männer vom Stamm der Kikuyu. Von der Notwendigkeit der Wiederaufforstung überzeugt, gründeten die Kikuyu und St. Barbe Baker die Gemeinschaft Watu ma Miti (engl.: Men of the Trees, dt.: Männer der Bäume), die die Wiederaufforstung zum Ziel hatte. 1924 verließ St. Barbe Baker Kenia und ging zurück nach England, wo er ebenfalls die Gemeinschaft Männer der Bäume einführte. In England beschäftigte er sich mit der Religion der Bahai, die er in der Folge auch annahm. Noch im selben Jahr kehrte St. Barbe Baker nach Afrika zurück, diesmal nach Nigeria. Dort arbeitete er bis 1929 an der Erhaltung und der Wiederaufforstung der Wälder.

### Arbeit in Palästina und Amerika
1929 wurde St. Barbe Baker vom High Commissioner of Palestine, Sir John Chancellor, nach Palästina gerufen, um dort ein Wiederaufforstungsprogramm in der Wüste zu starten. Innerhalb kürzester Zeit gründete er 42 Baumschulen und eine palästinensische Sektion der Männer der Bäume. Es gelang St. Barbe Baker, einen nationalen Baumpflanztag einzuführen, der bis heute jedes Jahr entsprechend gefeiert wird.
St. Barbe Baker besuchte Amerika und das Muir Woods National Monument an der Westküste Anfang der 1930er Jahre. Dem Muir Woods National Monument ähnliche Redwood-Wälder sollten bald abgeholzt werden, um beim Bau der Golden Gate Bridge als Baumaterial zu dienen. St. Barbe Baker gründete deswegen die Save-the-Redwoods-Kampagne, sammelte Spenden, schrieb Zeitungsartikel und sprach im Radio über die schützenswerten Bäume in Kalifornien. 1939 wurde ein 12.000 Acres großer State Park errichtet, der die Bäume schützte.

### Späteres Leben
St. Barbe Baker unternahm 1952 und 1964 große Expeditionen in die Sahara und sammelte dort wissenschaftliche Daten. Er lebte zeitweise in Neuseeland und England und hielt Vorträge an unzähligen Schulen, reiste in verschiedene Länder und warb für seine Anliegen. Im Alter von 92 Jahren starb St. Barbe Baker bei einem Besuch an seiner alten Universität in Saskatoon.

## Veröffentlichungen (Auswahl)
- Men of the Trees - In the Mahogany Forests of Kenya and Nigeria; 1931
- Among the Trees; 1935
- Trees - A book of the Season; 1940
- The Redwoods; 1943
- I Planted Trees;  Lutterworth Press: London and Redhill, 1944
- African Drums; 1945
- Sahara Challenge; 1954
- Kabongo; 1955
- Dance of the Trees; 1956
- Sahara Conquest; 1966
- Richard St. Barbe Baker: My Life, My Trees. Hrsg.: Findhorn. 2. Auflage. Forres 1985, ISBN 0-905249-63-1.